# Elcoteq
Elcoteq este o companie de produse electronice finlandezo-estonă care produce componente pentru Nokia și alte companii.
Sediul Elcoteq este în Finlanda iar producția este în Estonia.
În ianuarie 2009, compania deținea 21.000 de angajați pe plan mondial.
Elcoteq deține o fabrică la Pecs, în sud-vestul Ungariei unde avea 4.000 de angajați, în anul 2009.
Elcoteq a deținut și o fabrică la Arad, România, pe care a închis-o în anul 2009.
Fabrica de la Arad a fost înființată în 2006, avea aproximativ 400 de salariați și producea echipamente destinate industriei telecomunicațiilor.